# بابو چینه
بابو چینه (به انگلیسی: Babu China) یک منطقهٔ مسکونی در پاکستان است.